# Alejandro de Yugoslavia (1924-2016)
Alejandro de Yugoslavia (en serbio: Aleksandar Pavlov Karađorđević; White Lodge, Parque Richmond, Inglaterra, 13 de agosto de 1924 - París, 12 de mayo de 2016), fue el hijo mayor del príncipe Pablo de Yugoslavia, quien actuó como regente de Yugoslavia entre 1934 y 1941, y de su esposa, la princesa Olga de Grecia y Dinamarca.

## Matrimonios y descendencia
En 1954 Alejandro conoció a la princesa María Pía Elena de Saboya (n. 1934) en el yate Agamenon, propiedad de la reina Federica, esposa del rey Pablo I de Grecia. María Pía era hija del rey Humberto II de Italia y de la princesa María José de Bélgica.
Alejandro y María Pía contrajeron matrimonio en Cascais, Portugal, el 12 de febrero de 1955. 
El matrimonio tuvo cuatro hijos (dos parejas de gemelos):
- Demetrio Karađorđević (Boulogne-sur-Seine, 18 de junio de 1958).
- Miguel Karađorđević (Boulogne-sur-Seine, 18 de junio de 1958).
- Sergio Karađorđević (Boulogne-sur-Seine, 12 de marzo de 1963).
- Elena Karađorđević (Boulogne-sur-Seine, 12 de marzo de 1963).

La pareja se divorció en 1967 y Alejandro contrajo segundas nupcias (civilmente) en París, el 2 de noviembre de 1973 con la princesa Bárbara de Liechtenstein (n. 9 de julio de 1942), hija del príncipe Juan Francisco de Paula de Liechtenstein y de la condesa Carolina de Ledebur-Wicheln. La princesa Bárbara es bisnieta del príncipe Alfredo de Liechtenstein. Fruto de su matrimonio nació un hijo:
- Dušan Karađorđević (n. 25 de septiembre de 1977).

## Distinciones honoríficas

### Distinciones honoríficas yugoslavas
- Caballero gran cruz de la Orden de la Estrella de Karađorđević.
- Caballero gran cruz de la Orden del Águila Blanca.
- Caballero gran cruz de la Orden de la Corona.
- Caballero gran cruz de la Orden de San Sava.

### Distinciones honoríficas extranjeras
- Caballero de la Suprema Orden de la Santísima Anunciación (Reino de Italia, 12/02/1955).[2]
- Caballero gran cruz de la Orden de los Santos Mauricio y Lázaro (Reino de Italia, 12/02/1955).
- Caballero gran cruz de la Orden de la Corona de Italia (Reino de Italia, 12/02/1955).
- Caballero gran collar de la Orden del Águila de Georgia (Casa de Bagration).